# 安辺郡
安辺郡（アンビョンぐん）は、朝鮮民主主義人民共和国江原道に属する郡。

## 地理
半島を東北から西南に横断する楸哥嶺地溝帯（楸哥嶺構造谷）の東北端部にあたる。郡の西部は馬息嶺山脈が聳え、南部・東部の山塊は太白山脈の起点となっている。楸哥嶺構造谷を北に流れくだった南大川が下流部にひらいた安辺平野に郡の中心がある。
西南にはかつての郡域であった高山郡、東南で道納嶺を越えて淮陽郡と隣接。海側では東に通川郡、北に元山市が隣り合い鉄道で結ばれている。西には白岩山（1225m）などの山塊を隔てて法洞郡がある。

## 歴史
朝鮮王朝時代には咸鏡道、日本統治時代には咸鏡南道の最南端に所属していた。1946年に江原道に編入され、1952年の区域改編によって西南部が高山郡として分割された。
高山郡を含む歴史的な安辺郡は、古来朝鮮の「中央」と咸鏡道を結ぶ楸哥嶺、江原道内陸部に向かう鉄嶺といった要衝（現・高山郡内）を控えた地であった。近代にも京城（現・ソウル）と元山を結ぶ京元線（現・江原線）が楸哥嶺を越えて郡内を通過しており、東海北部線（現・金剛山青年線）が安辺駅で分岐して海岸沿いに南下していた。
2023年8月、台風第6号による豪雨で農地が冠水。視察に訪れた金正恩総書記が、他郡よりも被害が大きいことに触れ、地元幹部を叱責した。

### 年表
この節の出典
- 高句麗 - 比列忽州に属し浅城と称された。
- 新羅時代 - 比列忽州に属し朔庭郡が置かれた。
- 高麗時代 - 登州となった。
- 1018年 - 登州に安辺都護府が置かれた。
- 1394年 - 安辺県とされた。
- 1895年 - 安辺郡となった。
- 1896年 - 咸鏡南道の所属になる。
- 1914年4月1日 - 郡面併合により、元山府の県面の一部を編入。永豊面および下道面の麗島は徳源郡に編入。安辺郡に以下の面が成立。(7面)
  - 鶴城面・安道面・瑞谷面・新茅面・培花面・衛益面・文山面
- 1930年 - 鶴城面が安辺面に改称。(7面)
- 1946年9月 - 咸鏡南道から江原道に移管。(7面)
  - 衛益面が新高山面に改称。
  - 文山面が釈王寺面に改称。
- 1952年12月 - 郡面里統廃合により、安辺郡安辺面・新茅面・安道面・培花面・瑞谷面および釈王寺面の一部、元山市の一部、通川郡歙谷面の一部地域をもって、安辺郡を設置。安辺郡に以下の邑・里が成立。(1邑31里)
  - 安辺邑・美峴里・中央里・南渓里・奎運里・鶴川里・泉三里・豊花里・秀楽東里・培花里・比山里・果坪里・梧渓里・六和里・月浪里・培養里・沙坪里・龍垈里・南川里・龍城里・東浦里・七峯里・珠巌里・上自里・水上里・内山里・三星里・文須里・霊新里・新和里・茅豊里・桑陰里
- 1954年10月 (1邑35里)
  - 安辺邑の一部が中央里に編入。
  - 安辺邑の一部が分立し、玉里が発足。
  - 六和里の一部が鶴川里に編入。
  - 月浪里の一部が沙坪里に編入。
  - 霊新里の一部が内山里・三星里に分割編入。
  - 新和里の一部が霊新里に編入。
  - 果坪里の一部が分立し、中坪里が発足。
  - 培花里の一部が分立し、松山里が発足。
  - 培養里の一部が分立し、烽山里が発足。
- 1963年11月 - 奎運里が花山里に改称。(1邑35里)
- 1967年10月 (1邑1労働者区33里)
  - 珠巌里が七峯里に編入。
  - 龍垈里が龍垈労働者区に昇格。
- 1972年 - 中央里がアプ江労働者区に昇格。(1邑2労働者区32里)
- 1984年 - 南川里・水上里・上自里・七峯里が元山市に編入。(1邑2労働者区28里)

## 行政
1945年8月15日の時点で、安辺郡は7面から構成されていた。
| - 安辺面 - 안변면【安邊面】 （アンビョンミョン） - 安道面 - 안도면【安道面】 （アンドミョン） - 瑞谷面 - 서곡면【瑞谷面】 （ソゴンミョン） - 新茅面 - 신모면【新茅面】 （シンモミョン） | - 文山面 - 문산면【文山面】 （ムンサンミョン） - 衛益面 - 위익면【衛益面】 （ウィインミョン） - 培花面 - 배화면【培花面】 （ペファミョン） |

現在の安辺郡は1邑・2労働者区・28里からなる。郡の中心はアプ江（앞강）労働者区。
| - 安辺邑（アンビョヌプ） - 龍垈労働者区（リョンデロドンジャグ） - アプ江労働者区（アプカンノドンジャグ） - 果坪里（クァピョンニ） - 南渓里（ナムゲリ） - 内山里（ネサンニ） - 東浦里（トンポリ） - 霊新里（リョンシンニ） - 龍城里（リョンソンニ） - 六和里（リュクァリ） - 茅豊里（モプンニ） - 文須里（ムンスリ） - 美峴里（ミヒョンニ） - 培養里（ペヤンニ） - 培花里（ペファリ） | - 烽山里（ポンサンニ） - 比山里（ピサンニ） - 沙坪里（サピョンニ） - 三星里（サムソンニ） - 桑陰里（サンウムニ） - 松山里（ソンサンニ） - 秀楽東里（スラクトンニ） - 新和里（シヌァリ） - 梧渓里（オゲリ） - 玉里（オンニ） - 月浪里（ウォルランニ） - 中坪里（チュンピョンニ） - 泉三里（チョンサムニ） - 豊花里（プンファリ） - 鶴川里（ハクチョンニ） - 花山里（ファサンニ） |

## 交通
- 江原線
  - 培花駅 - 安辺駅
- 金剛山青年線
  - 安辺駅 - 梧渓駅 - 桑陰青年駅